# Sołotwin
Sołotwin (ukr. Солотвин) – wieś na Ukrainie w rejonie kowelskim obwodu wołyńskiego. Niegdyś własność biskupów włodzimierskich.